# Landslip Island
Landslip Island är en ö i Kanada.   Den ligger i territoriet Nunavut, i den nordöstra delen av landet, 3 500 km norr om huvudstaden Ottawa. Arean är 36 kvadratkilometer.
Terrängen på Landslip Island är kuperad. Öns högsta punkt är 633 meter över havet. Den sträcker sig 9,8 kilometer i nord-sydlig riktning, och 7,4 kilometer i öst-västlig riktning.
Trakten runt Landslip Island består i huvudsak av gräsmarker.